# Florence Foley

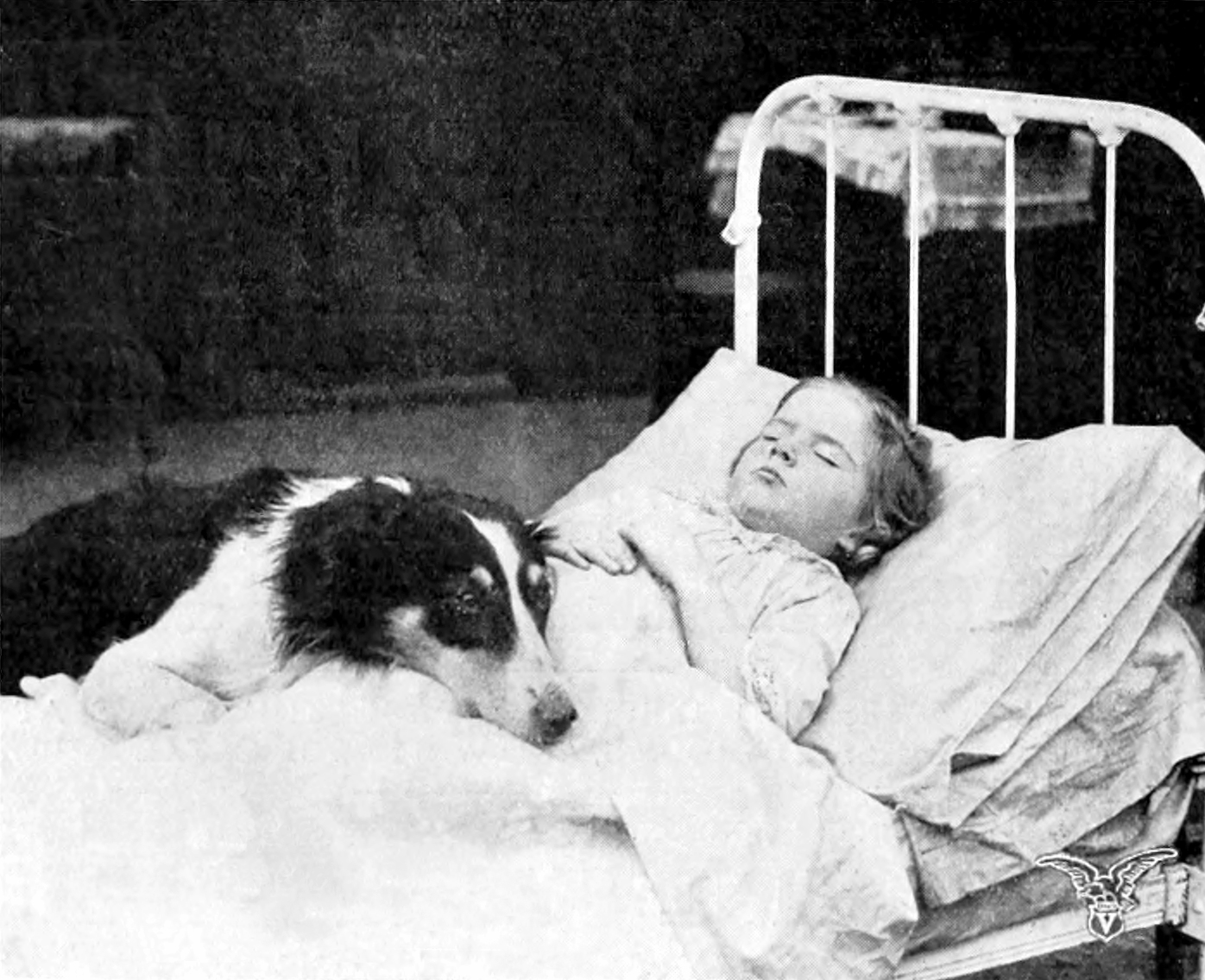
Florence Foley en Playmates (1912)

Florence Foley (c. 1907 -?) fue una actriz infantil estadounidense que apareció en 15 películas de la productora Vitagraph Studios entre 1911 y 1914.